# Batcat
Batcat – dziewiąty minialbum zespołu Mogwai, zrealizowany podczas sesji nagraniowej albumu The Hawk Is Howling i wydany 7 września 2008 roku.

## Minialbum

### Historia
Utwory na Batcat zostały zarejestrowane podczas sesji albumu The Hawk Is Howling. „Batcat” i „Stupid Prick...” zostały nagrane przez Andy’ego Millera w Chem 19 w lutym 2008 roku i zmiksowane przez Garetha Jonesa w Castle of Doom. Utwór „Devil Rides” z gościnnym udziałem wokalisty Roky’ego Ericksona został nagrany przez Tony’ego Doogana w Castle of Doom Studios latem 2007 roku. Muzykę i tekst napisał Stuart Braithwaite. Jak stwierdził w jednym z wywiadów:

Poprosiłem Roky’ego, żeby zaśpiewał, po tym jak usłyszalem, że występował na kilku koncertach w Austin. Wytropiliśmy go, wykorzystując nasze zdolności detektywistyczne Batmana. Dorastałem słuchając The Elevators i spodobał mi się pomysł, żeby legendarny muzyk powrócił do studia po latach, kiedy nikt nie wiedział, co porabia...

Również Braithwaite wspomniał po raz pierwszy o wydaniu Batcat we wpisie na stronie internetowej Mogwai 14 kwietnia 2008 roku. Oficjalna zapowiedź miała miejsce w maju.

### Wydanie
Minialbum został wydany 7 września 2008 roku przez wytwórnię Wall of Sound jako digital download (3 pliki WAV). Później ukazał się również jako CD (w Wielkiej Brytanii) oraz wydawnictwo winylowe (w USA); utwór tytułowy został wydany jako singiel promo.

### Lista utworów
Lista utworów według Discogs: 
| 1. | Batcat                                                               | 5:24  |
|    |                                                                      |       |
| 2. | Stupid Prick Gets Chased By The Police And Loses His Slut Girlfriend | 5:09  |
|    |                                                                      |       |
| 3. | Devil Rides                                                          | 4:00  |
|    |                                                                      |       |
|    |                                                                      | 14:33 |
|    |                                                                      |       |

### Muzycy
- Dominic Aitchison – gitara basowa
- Stuart Braithwaite – gitara
- Martin Bulloch – perkusja
- Barry Burns – gitara, instrumenty klawiszowe
- John Cummings – gitara

Muzyk dodatkowy:
Roky Erickson – śpiew (w „Devil Rides”)

## Odbiór

### Opinie krytyków
| Recenzje      | Recenzje |
| Publikacja    | Ocena    |
| ------------- | -------- |
| AllMusic      | [ 5 ]    |
| Prog Archives | 2.23/5   |
| RYM           | 3.14/5   |
| Sputnikmusic  | 3.5/5    |

„Dwa utwory, które nie znalazły się na albumie, to wyróżniające się: „Stupid Prick Gets Chased By the Police and Loses His Slut Girlfriend”, prezentujący bardziej melodyjną, wspomaganą przez klawisze pracę grupy oraz chóralny „Devil Rides” z wyjątkowo płaskim wokalem ikony psychodelii, Roky'ego Ericksona. Jednak prawdziwą atrakcją Batcat jest utwór tytułowy, ostry i porywająco złowieszczy” – ocenia Eric Schneider z AllMusic podsumowując, iż EP-ka „z laserową precyzją skupia się na mocnych stronach zespołu”.
„Batcat to obowiązkowa pozycja” zdaniem redakcji magazynu Clash.
„Genialne! Skrzypiące gitary są główną cechą tej kompletnego dźwiękowego, heavymetalowego ataku” – twierdzi recenzent z Birmingham Mail.

### Listy tygodniowe
| Kraj    | Lista      | Pozycja |
| ------- | ---------- | ------- |
| Francja | Les Charts | 86      |